# U-1002
U-1002 — средняя немецкая подводная лодка типа VIIC/41 времён Второй мировой войны.

## История
Заказ на постройку субмарины был отдан 14 октября 1941 года. Лодка была заложена 4 января 1943 года на верфи «Блом унд Фосс» (Гамбург) под строительным номером 202, спущена на воду 6 октября 1943 года. Лодка вошла в строй 30 ноября 1943 года под командованием оберлейтенанта цур зее Альбрехта Шубарта. Была оснащена шноркелем.

### Флотилии
- 30 ноября 1943 года — 28 февраля 1945 года — 31-я флотилия (учебная)
- 1 марта 1945 года — 8 мая 1945 года — 11-я флотилия

### Командиры
- 30 ноября 1943 года — 6 июля 1944 года оберлейтенант цур зее Альбрехт Шубарт
- 6 июля 1944 года — 9 мая 1945 года оберлейтенант цур зее резерва Ханс-Хайнц Боос

### История службы
9 февраля 1945 года отплыла из Киля вместе с лодками U-260, U-681 и U-1169, 13 февраля прибыла в Хортен. 20 февраля вышла в боевой поход из Хортена и пришла в Берген 9 апреля, успехов не достигла.
Капитулировала 9 мая 1945 года в норвежском Бергене. 30 мая 1945 года отплыла в Лисахалли, а затем в Лох-Райан.
13 декабря 1945 года в ходе операции «Дэдлайт» отбуксирована судном HMS Prosperous и потоплена торпедой с британской субмарины HMS Tantivy, в районе с координатами 56°10′ с. ш. 10°05′ з. д..